# Scion (képregény)
A Scion (magyarul; „ivadék”, „leszármazott”) egy, a CrossGen kiadásában megjelent fantasy-képregény volt mely 2000 és 2004 között jelent meg az Egyesült Államokban. A sorozatnak a kiadó megszűnése vetett véget.

## Cselekmény
A történet középpontjában Ethan, a Kócsag-dinasztia ifjú hercege áll. A Kócsag- és a Holló-dinasztia között időtlen háború dúl, bár az utóbbi évszázadokban a két királyság között viszonylagos béke honol, mióta megalapították a bajnoki tornákat. Ethan éppen betöltötte 21. életévét, ami azt jelenti, hogy fivérei után most neki kell kiállnia a Holló-dinasztiát képviselő Bronnal, aki a korábbi tornák során már legyőzte Ethan mindkét testvérét. Mielőtt Ethan belépne az arénába egy idegen az alantas fajok közül megragadja Ethan karját és szerencsét kíván neki.
A Bronnal való ütközet során Ethan kardját különös erő veszi birtokába, aminek köszönhetően Ethan megnyeri a tornát. Azonban a bíró Bronnak ítéli a győzelmet, mivel Ethan olyan sérülést okozott, amit az orvosok nem tudnak azonnal meggyógyítani, és így megszegte a torna szabályzatát és szellemét. Ethan tanácstalan, hogy hogyan történhetett ez, de ekkor a karján megjelenik egy titokzatos jel, pont ott, ahol az idegen hozzáért. A Holló-dinasztia azonban elégtételt akar, és azt követelik, hogy Ethan a következő évi toráig az ő fogjuk legyen. Ethan apja nem akar beleegyezni, de Ethan vállalja a rabságot, hogy megakadályozza egy újabb háború kitörését. A száműzetésbe Ethant hű szolgája, az alantas fajok közül való Skink is követi.
Ethant és Skinket az ellenséges keleti királyságba hurcolják és azonnal tömlöcbe vetik. Mikor Ethan álomba merül a tömlöcben, egy köpenyes idegen jelenik meg. Másnap Ethan egy erdőben ébred fel Skink, és megmentőjük egy Ashleigh nevű fiatal nő társaságában. Ashleight elmondja Ethannak, hogy az alantas fajokat, akiket genetikailag szolgának tervezetek embertelen körülmények között dolgoztatják a Holló-dinasztia által uralt keleti királyságban. Ashleight egy olyan földalatti mozgalom tagja, akik véget akarnak vetni a rabszolgaságnak, de ehhez szükségük van valakire a nyugatról, egy vezérre akire felnézhet és követhet a nép.

## A képregény alkotói
A Scion szinte minden számát Ron Marz írta és Jim Cheung illusztrálta. Az sorozat írója majd mindvégig Marz volt, kivéve az utolsó négy számot (40-43. szám) amit Ian Edginton írt. Cheung mellett néhány szám erejéig olyan művészek is közreműködtek mint Rick Leonardi (7. szám), Andrea Di Vito (12. és 17. szám), Karl Moline (22. szám), Lee Moder (27. szám), Jim Fern (28-30., 33-34., 37. szám), Luke Ross (40-41. szám), Sergio Cariello (42. szám) és Fabrizio Fiorentino (43. szám).

## Megjelenés újranyomtatva
A CrossGen kiadásában négy puhaborítós gyűjteménykötet jelent meg.
- Scion – Conflict of Conscience (TPB) – ISBN 1-9314-8402-3
- Scion – Blood for Blood (TPB) – ISBN 1-9314-8408-2
- Scion – Divided Loyalties (TPB) – ISBN 1-9314-8426-0
- Scion – Sanctuary (TPB) – ISBN 1-9314-8450-3

Tervek voltak még további két gyűjteménykötet megjelenésére is, de ezek a kiadó megszűnése miatt már nem jelenhettek meg.
- Scion – The Far Kingdom (TPB) – ISBN 1-9314-8481-3
- Scion – The Royal Wedding (TPB) – ISBN 1-9331-6060-8

A Checker Book Publishing „The Crossgen Collections” kiadásában megjelent kötetek.
- Scion – Royal Wedding (TPB) – ISBN 1-9331-6060-8